# Excuse-moi partenaire
Singles de Johnny Hallyday
Pour moi la vie va commencer / Ma guitare
(1963) Dis-lui que j'en rêve
(1964)
Clip vidéo
Excuse-moi partenaire (archive INA, 1964) sur INA.fr
Excuse-moi partenaire est une chanson de Johnny Hallyday. Adaptation française, par Ralph Bernet, de la chanson américaine Cuttin' In de Johnny « Guitar » Watson, elle sort en 1964 en super 45 tours précédent de quelques semaines sa diffusion sur le 33 tours 25 cm Les guitares jouent, dont elle est le titre phare.

## Discographie
1963 : 45 tours promotionnel no B 373 271 F (France), no 373 271 BF (Pays-Bas)
Face 1. Excuse-moi partenaire
Face 2. J'abandonne mes amours
1964 : 
15 janvier, super 45 tours Philips no 434.830 BE (France)
Excuse-moi partenaire / Quand je l'ai vu devant moi / Tu n'as rien de tout ça / J'abandonne mes amours
27 février, 33 tours 25 cm no B 76.584 R Les guitares jouent
Discographie live :
1964 : Johnny Hallyday Olympia 64
1984 : Johnny Hallyday au Zénith
- 1985 : Johnny Hallyday Zénith 85 (sortie posthume en 2024)

1993 : Parc des Princes 1993 ( en duo avec Eddy Mitchell, accompagné à la guitare par Paul Personne)
2009 : Tour 66 : Stade de France 2009
2013 : On Stage,
2019 : Les Vieilles Canailles Le Live (enregistré à Bercy en juin 2017, en duo avec Eddy Mitchell)
Rééditions en CD du EP de 1964 :
2000 : CDS Philips / Mercury France 1211433
2006 : CDS Philips / Mercury France 9837997

## Classements hebdomadaires
| Classement (1964)                       | Meilleure position |
| --------------------------------------- | ------------------ |
| Belgique (Flandre Ultratop 50 Singles)  | 17                 |
| France                                  | 4                  |
| Belgique (Wallonie Ultratop 50 Singles) | 2                  |
| Classement (2010)                       | Meilleure position |
| France (SNEP)                           | 46                 |